# Puppet
Puppet – menadżer konfiguracji serwerów. Tworzony przez firmę Puppet od 2005, którą założył Luke Kanies. Jest rozwijany jako wolne oprogramowanie na licencji Apache, a przed wersją 2.7.0 na licencji GNU GPL.

## Manifesty
Puppet odczytuje konfiguracje serwera zawartą w tzw. manifeście. Zazwyczaj jest to plik tekstowy z rozszerzeniem .pp.
Poniższy przykład to manifest, którego uruchomienie spowoduje utworzenie pliku testfile z odpowiednimi własnościami:
```
    
file
 
{
'
testfile
'
:

      
path
    
=>
 
'
/
tmp
/
testfile
'
,

      
ensure
  
=>
 
present
,

      
mode
    
=>
 
0640
,

      
content
 
=>
 
"Zawartość pliku."
,

    
}

```

## Użytkownicy
Wśród użytkowników Puppeta znajdują się: Wikimedia Foundation, Reddit, Dell, Zynga, Twitter, the New York Stock Exchange, Citrix Systems, Oracle, the Los Alamos National Laboratory, Stanford University, Lexmark, Google i inni.